# Автошлях Т 1637
Автошля́х Т 1637 — автомобільний шлях територіального значення в Одеській області. Проходить територією Подільського району через Подільськ — Федорівку до перетину з М13. Загальна довжина — 16,6 км.

## Маршрут
Автошлях проходить через такі населені пункти:
| Автошлях Т 1637    |                 |
| Одеська область    |                 |
| Подільський район  |                 |
| Подільськ          | Р33Т 1612Т 1622 |
| Мала Олександрівка |                 |
| Федорівка          |                 |
|                    | E584М13         |